# Liber Pantegni
De Liber Pantegni is een middeleeuws medisch handboek.
De Perzisch-islamitische geleerde Ali ibn al-Magust schreef in de 10e eeuw zijn Kitab Kamil as-Sina'a at-Tibbiyya (Complete boek van de medische kunst). De monnik Constantijn de Afrikaan vertaalde diens boek in de 11e eeuw deels uit het Arabisch naar het Latijn en Constantijns versie werd in Europa bekend als de Liber Pantegni. Met deze codex werd de Europese medische wereld voorzien van kennis uit de Arabische wereld die hierin verder was gevorderd. Voor de Europese artsen vormde het het eerste medische handboek en het zou nog eeuwenlang door hen gebruikt worden. In 2010 werd een 11e-eeuwse versie van de Liber Pantegni ontdekt in de Koninklijke Bibliotheek in Den Haag.

## Indruk van het handschrift (exemplaar Koninklijke Bibliotheek)

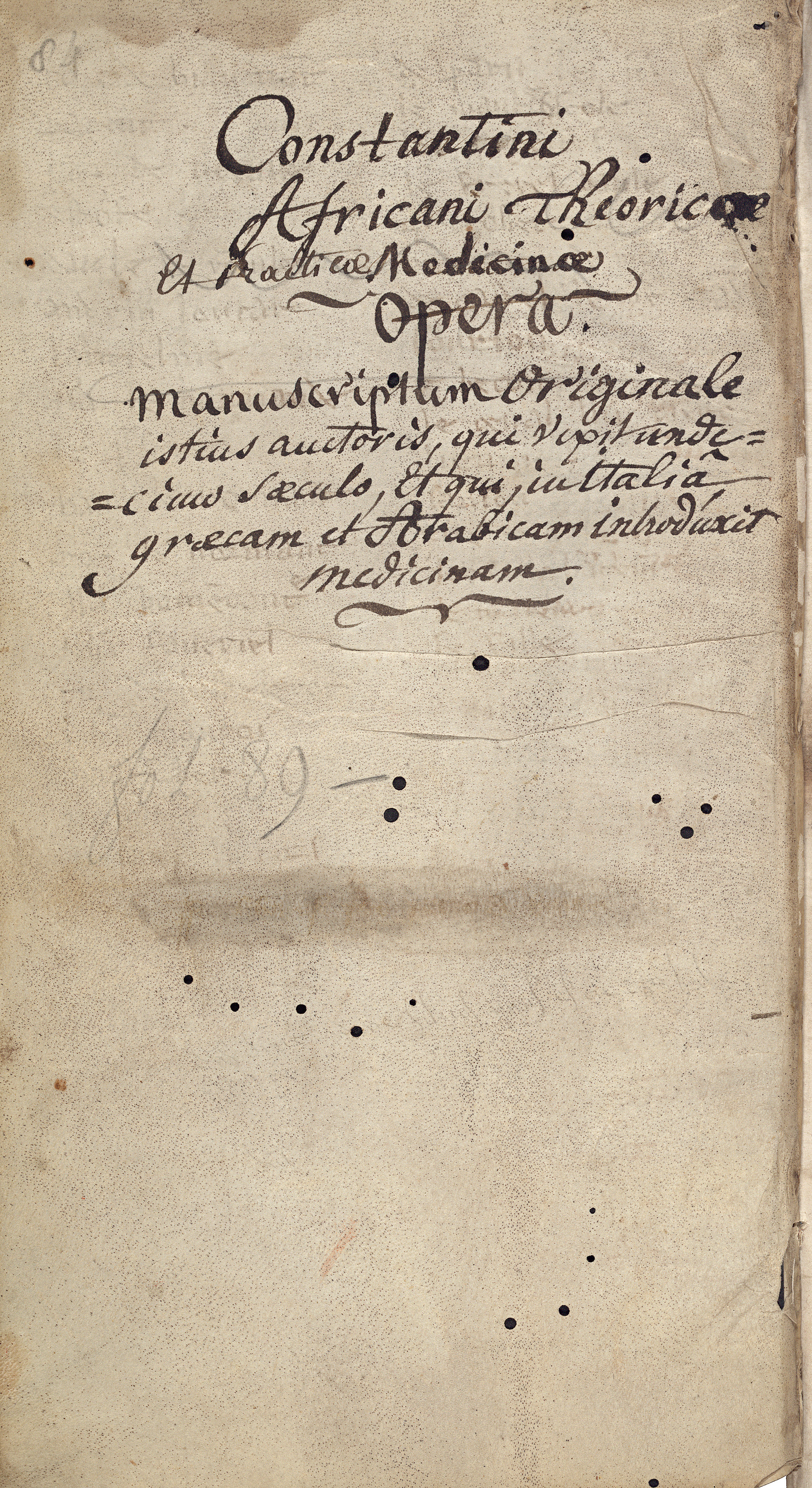
viii
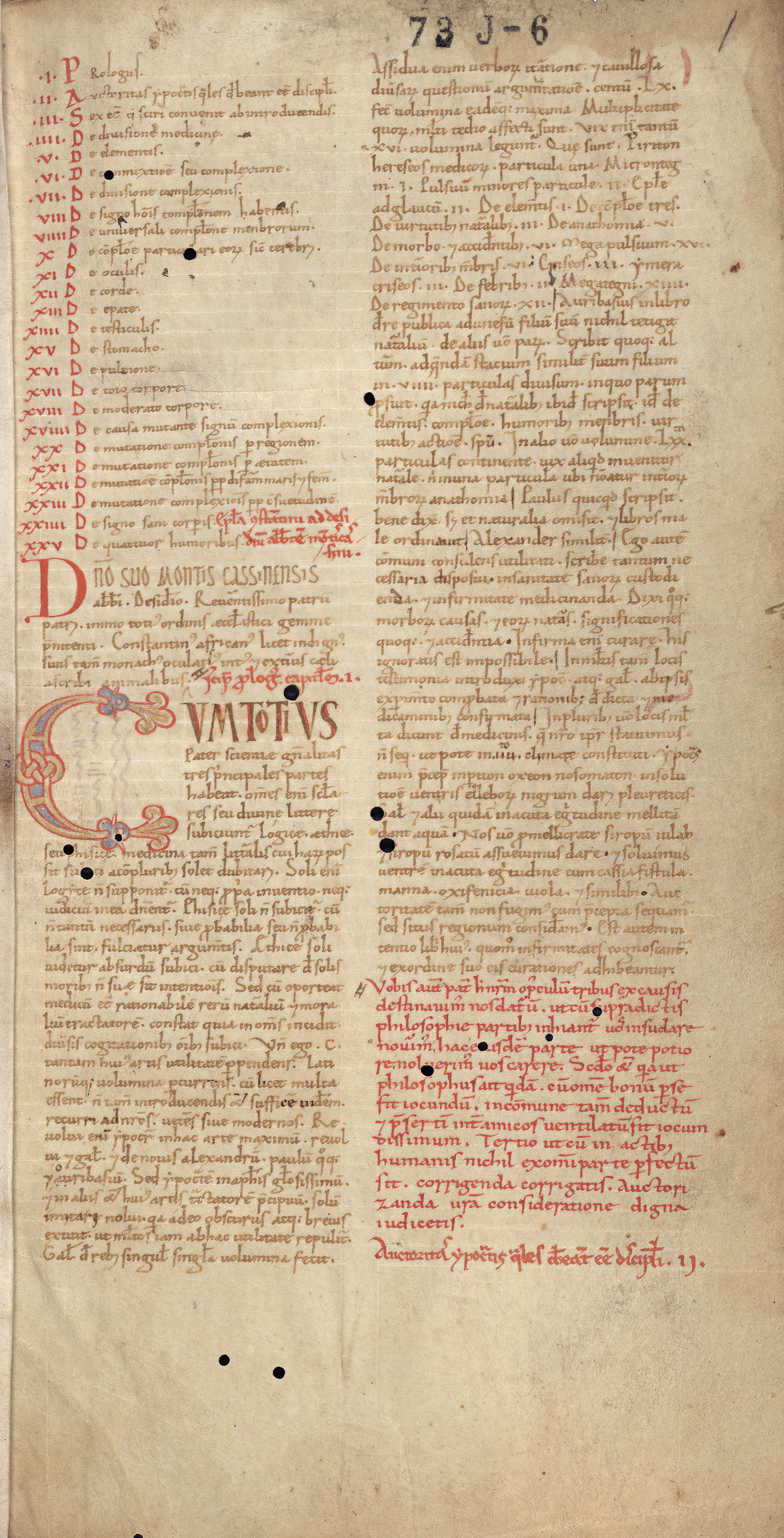
f. 001r
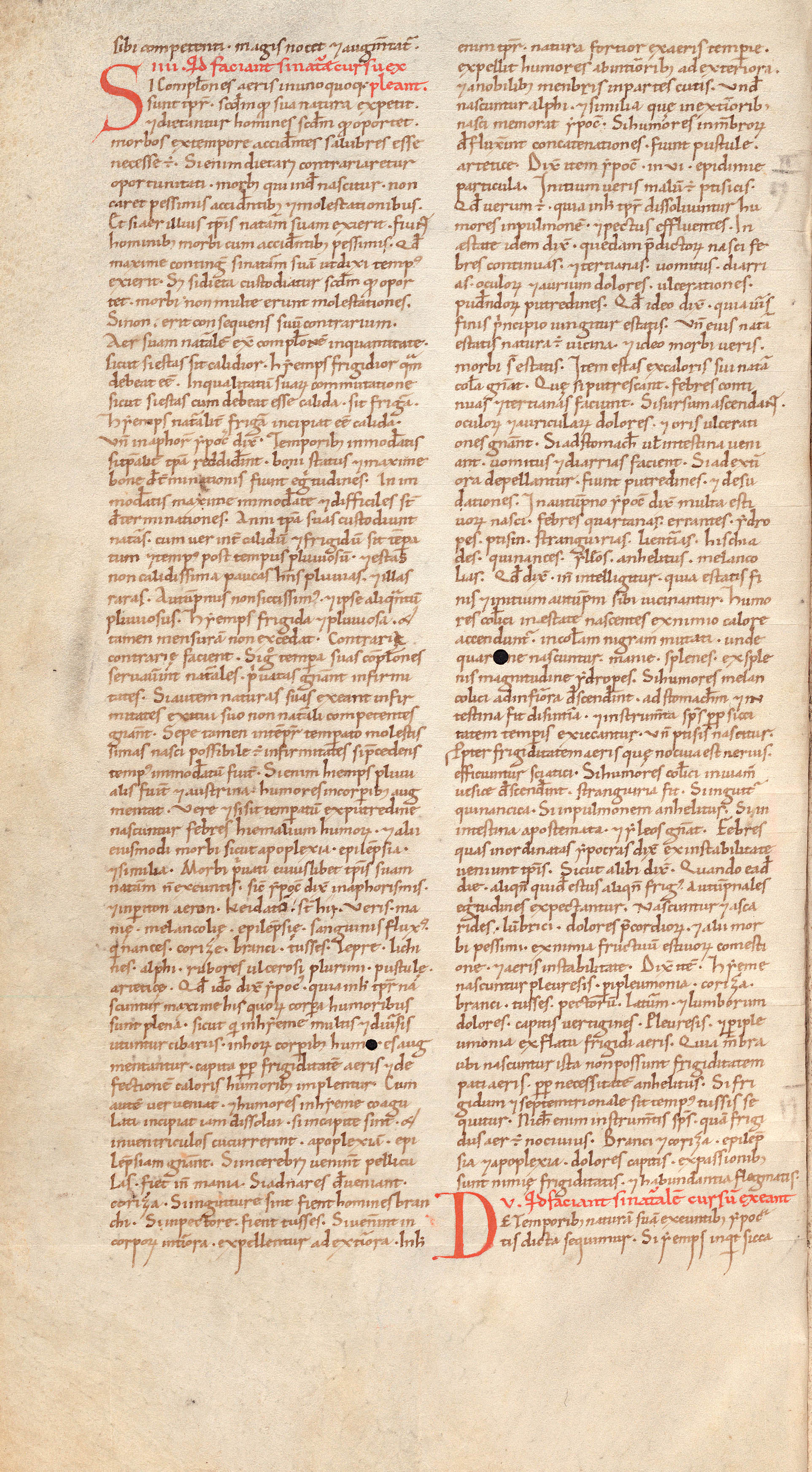
f. 026v
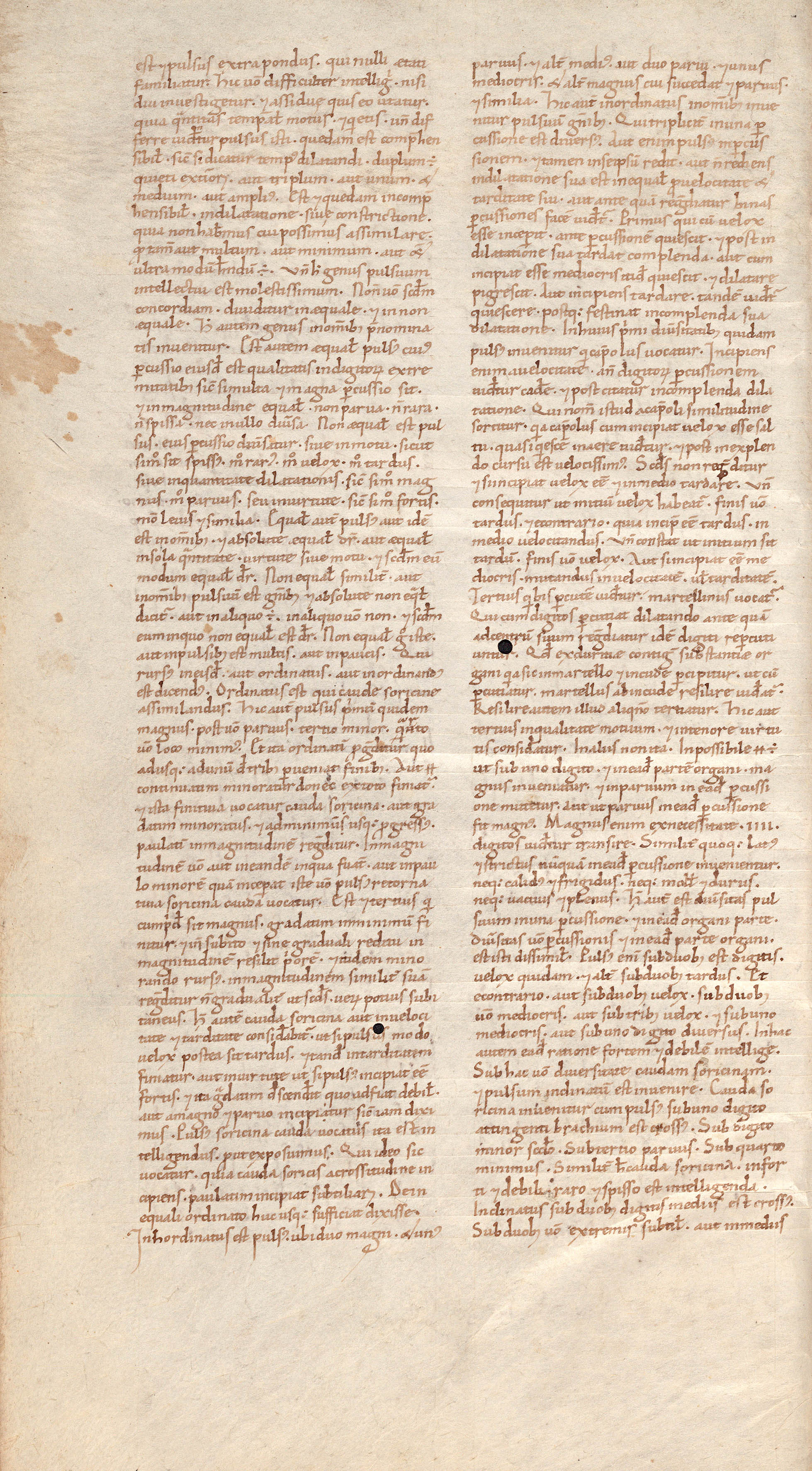
f. 045v
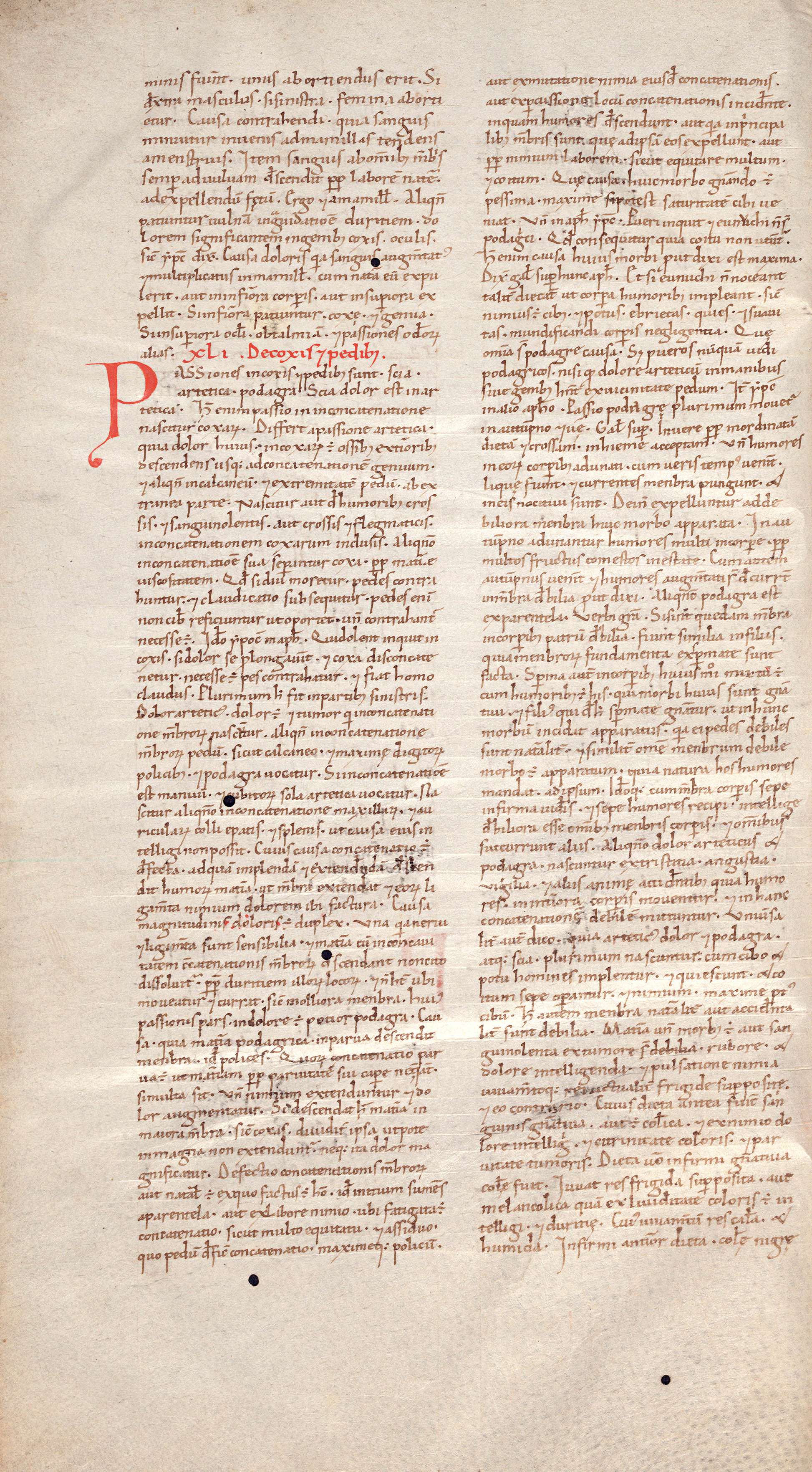
f. 077v
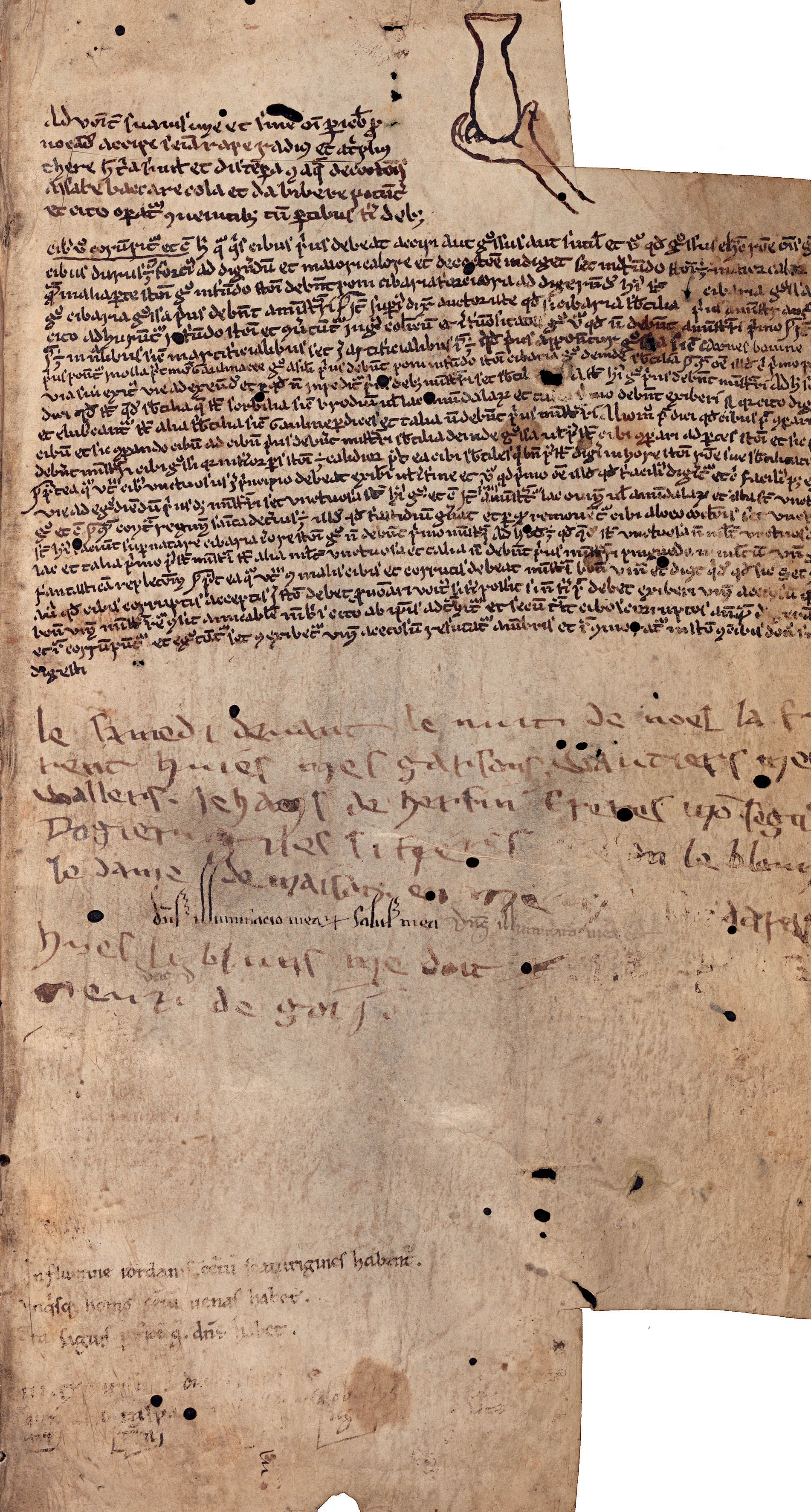
f. 089r